# Liste der Kulturdenkmale in Collmen (Colditz)
In der Liste der Kulturdenkmale in Collmen sind die Kulturdenkmale des Colditzer Ortsteils Collmen verzeichnet, die bis Mai 2024 vom Landesamt für Denkmalpflege Sachsen erfasst wurden (ohne archäologische Kulturdenkmale). Die Anmerkungen sind zu beachten.
Diese Aufzählung ist eine Teilmenge der Liste der Kulturdenkmale in Colditz.

## Collmen
| Bild                                    | Bezeichnung | Lage                                      | Datierung                                                                              | Beschreibung | ID       |
| --------------------------------------- | --- | ----------------------------------------- | -------------------------------------------------------------------------------------- | --- | -------- |
| Direkt Bild zu diesem Denkmal hochladen | Häuslerhaus | Am Bornberg 4 (bei) (Karte)               | Um 1790                                                                                | Fachwerkbau, Teil der historischen Bebauung im Dorfkern, heimat- und baugeschichtliche Bedeutung. Zweigeschossig, durch Hanglage Obergeschoss auf der einen Seite ebenerdig, Erdgeschoss massiv in Bruchstein und Ziegel, Obergeschoss Fachwerk mit Verblattungen und Lehmausstakung, Giebel verbrettert, Satteldach mit weitem Traufüberstand, beeindruckender Originalzustand, Bedeutung für die Kulturlandschaft. | 08971200 |
| Direkt Bild zu diesem Denkmal hochladen | Wohnstallhaus und Seitengebäude eines Dreiseithofes                                                                    | Am Bornberg 8 (Karte)                     | Um 1800                                                                                | Fachwerkbauten, Teil der historischen Dorfbebauung in ortsbildprägender Lage, heimat- und baugeschichtliche Bedeutung. - Wohnstallhaus: Erdgeschoss massiv in Bruchstein, Obergeschoss Fachwerk, hinterer Teil auch massiv, Giebel verschiefert, Satteldach mit weitem Traufüberstand - Seitengebäude: Erdgeschoss massiv in Bruchstein, Obergeschoss Fachwerk, Satteldach, Bedeutung für die Kulturlandschaft | 08971203 |
| Direkt Bild zu diesem Denkmal hochladen | Wohnstallhaus und Seitengebäude eines Dreiseithofes                                                                    | Am Bornberg 9 (Karte)                     | Um 1830                                                                                | Wohnhaus mit verpurtztem Fachwerk-Obergeschoss, Seitengebäude massiver Putzbau, heimat- und baugeschichtliche Bedeutung. - Wohnstallhaus: zweigeschossig, Erdgeschoss und Giebel massiv in Bruchstein, Obergeschoss Fachwerk, größtenteils verputzt, im Erdgeschoss zum Teil Porphyrtuffgewände, Tür mit profilierter Verdachung, Krüppelwalmdach, im Obergeschoss originale Fenster - Seitengebäude (ehemaliger Pferdestall mit Knechtstuben): zweigeschossig, massiv in Bruchstein, Mittenbetonung durch Zwerchhaus, Traufgesims in Ziegel, originale Fenster im Obergeschoss Ortsgeschichtlich interessante Hofanlage von bemerkenswerter Größe. | 08971202 |
| Direkt Bild zu diesem Denkmal hochladen | Wohnstallhaus eines ehemaligen Dreiseithofes                                                                           | Am Bornberg 14 (Karte)                    | Mitte 18. Jahrhundert                                                                  | Fachwerkbau mit Andreaskreuzen, Teil der historischen Dorfbebauung in ortsbildprägender Lage, heimat- und baugeschichtliche Bedeutung. - Wohnstallhaus: Erdgeschoss massiv in Lehmziegel und Bruchstein, Fenster- und Türgewände in Porphyrtuff, Haustürrahmung mit Flachbogen und Schlussstein, Obergeschoss Fachwerk mit Andreaskreuzen und Verblattungen, Giebel verbrettert, Satteldach, Reste des Backofens und Küchengewölbes, herausragende Bedeutung für die Kulturlandschaft - Scheune (Streichung 2012): in Resten vorhanden, Bruchsteinmauern | 08971201 |
| Direkt Bild zu diesem Denkmal hochladen | Leichenhalle und Einfriedungsmauer des Friedhofs sowie Grufthaus der Familie von Reiswitz und fünf Grabmale            | Collmener Hauptstraße (Karte)             | Bezeichnet mit 1858 (Grufthaus); 1. Hälfte 19. Jahrhundert (Leichenhalle)              | Leichenhalle schlichter Putzbau mit Porphyrtuffelementen, Reiswitz-Gruft Putzbau im Rundbogenstil mit Sandsteinelementen, orts-, bau- und kulturgeschichtliche Bedeutung. - Leichenhalle: Bruchstein und Ziegel, Porphyrtuffgewände, Satteldach - Einfriedung: Bruchsteinmauer - Gruft der Familie von Reiswitz, ehemals Besitzer von Schloss Podelwitz: kubischer Bau im Rundbogenstil, Bruchsteinmauerwerk, verputzt, Gliederungselemente in Sandstein, flaches Satteldach, am Portal datiert mit MDCCCLVIII - klassizistisches Grabmal, um 1800: Sandstein, rundes, sich leicht verjüngendes Postament, am oberen Teil Girlandenschmuck, breite Deckplatte mit Rundbogenkranz, als oberer Abschluss ursprünglich vermutlich Vase - Wandgrabmal Wachter, um 1900: dreiteiliger Wandaufbau in Sandstein, überhöhter Mittelteil mit geschwungenem Abschluss - Wandgrabmal Familie Kießling, 1888: pyramidaler Wandaufbau in grobem Bruchsteinmauerwerk - Wandgrabmal Familie Bruno Niescher, um 1915: Wandaufbau in Sandstein, im Zentrum großes Kreuz mit Lamm Gottes - Wandgrabmal Frieda Spreer (1894–1920): dreiteiliger Wandaufbau, Mittelteil mit dorischer Säulenstellung, Marmarreliefs u. a. mit Porträt der Verstorbenen | 08971193 |
| Weitere Bilder                          | Kirche mit Ausstattung und Kirchhof mit Einfriedung und zwei Toranlagen sowie einigen alten Grabmalen auf dem Kirchhof | Kirchstraße (neben Kirchstraße 5) (Karte) | 1908–1909, Turm älter (Kirche); 1909 (Altar, Orgel, Kanzel und Taufe)                  | Historisierende Chorturmkirche mit mittelalterlichem Chorturm, sieben barocke und klassizistische Grabsteine auf dem Kirchhof, baugeschichtlich, ortsgeschichtlich, künstlerisch und städtebaulich (ortsbildprägend) von Bedeutung. - Kirche: Saalbau in Bruchstein- und Ziegelmauerwerk, verputzt, mächtiger Chorturm mit Spitzhelm, Erscheinungsbild geprägt durch die Erneuerung 1909, im Innern bemalte Holzdecke mit abgeschrägten Seiten, zweiseitige Emporen, Altar, Kanzel und Taufstein ebenfalls von 1909, Altarbild „Der gute Hirte“ von Karl Böhringer - Kirchhofmauer: in Bruchstein - Grabsteine 16. bis frühes 19. Jahrhundert: teils Sandstein, teils Rochlitzer Porphyrtuff | 08971196 |
| Direkt Bild zu diesem Denkmal hochladen | Pfarrhof, bestehend aus Pfarrhaus, Hofpflasterung, Resten der Scheune und Einfriedung des Pfarrgartens                 | Kirchstraße 5 (Karte)                     | Um 1540 (Pfarrhaus); um 1690 (Pfarrscheune)                                            | Pfarrhaus dreiflügliger Putzbau, straßenseitiger Teil mit Toreinfahrt, Umfassungsmauern der Scheune und Einfriedung in Bruchstein, orts- und baugeschichtliche Bedeutung. - Pfarrhaus: Bruchstein- und Ziegelmauerwerk, verputzt, teilweise Fachwerk, steile Satteldächer, Türen mit Porphyrtuffgewänden - straßenseitiger Gebäudeteil: Torhaus mit Tordurchfahrt - Scheune: nur noch Umfassungsmauern in Bruchstein - Einfriedung des Pfarrgartens: Bruchsteinmauer mit satteldachförmiger Abdeckung | 08971197 |
| Weitere Bilder                          | Herrenhaus, angebautes Nebengebäude, Terrasse, Reste der Toranlage und Einfriedung des Rittergutes                     | Kirchstraße 6, 7 (Karte)                  | Im Schlussstein bezeichnet mit 1723 (Herrenhaus); 18. Jahrhundert (Wirtschaftsgebäude) | Landschaftstypischer Barockbau, Putzfassaden, Gliederungselemente in Rochlitzer Porphyrtuff, orts-, bau-, kulturgeschichtliche und künstlerische Bedeutung. - ehemaliges Herrenhaus: zweigeschossig, Bruchstein- und Ziegelmauerwerk, verputzt, Porphyrtuffgewände, flacher dreiachsiger Mittelrisalit, dort schönes Portal mit bezeichnet und datiertem Schlussstein „I. D. T. 1723“, Eckpilaster, vor dem Herrenhaus Terrasse mit mittig angeordnetem Treppenzugang - östlich zweigeschossiger Anbau (Nummer 6): Putzbau in Bruchstein- und Ziegelmauerwerk, Erdgeschoss wohl 18. Jahrhundert, Obergeschoss Aufstockung des 19. Jahrhunderts, Gewände in Porphyrtuff und Sandstein - Einfriedung: Bruchsteinmauerwerk, Toranlage: nur ein Pfosten erhalten, Bruchsteinmauerwerk, profilierte Abdeckplatte und Aufsatz in Rochlitzer Porphyrtuff | 08971195 |
| Direkt Bild zu diesem Denkmal hochladen | Ehemalige Schule, mit Einfriedung                                                                                      | Kirchstraße 13 (Karte)                    | 1873–1874                                                                              | Schlichter Putzbau in historistischen Formen mit Porphyrtuffelementen, orts- und baugeschichtliche Bedeutung. Zweigeschossiger Putzbau, Walmdach, Gliederungselemente in Rochlitzer Porphyrtuff, Mittelrisalit mit Dreieckgiebel, Tür mit Portikusrahmung, schöne gefelderte Tür, Einfriedung Bruchsteinmauerwerk, teils verputzt. | 08971194 |

## Tabellenlegende
- Bild: Bild des Kulturdenkmals, ggf. zusätzlich mit einem Link zu weiteren Fotos des Kulturdenkmals im Medienarchiv Wikimedia Commons. Wenn man auf das Kamerasymbol klickt, können Fotos zu Kulturdenkmalen aus dieser Liste hochgeladen werden:
- Bezeichnung: Denkmalgeschützte Objekte und ggf. Bauwerksname des Kulturdenkmals
- Lage: Straßenname und Hausnummer oder Flurstücknummer des Kulturdenkmals. Die Grundsortierung der Liste erfolgt nach dieser Adresse. Der Link (Karte) führt zu verschiedenen Kartendiensten mit der Position des Kulturdenkmals. Fehlt dieser Link, wurden die Koordinaten noch nicht eingetragen. Sind diese bekannt, können sie über ein Tool mit einer Kartenansicht einfach nachgetragen werden. In dieser Kartenansicht sind Kulturdenkmale ohne Koordinaten mit einem roten bzw. orangen Marker dargestellt und können durch Verschieben auf die richtige Position in der Karte mit Koordinaten versehen werden. Kulturdenkmale ohne Bild sind an einem blauen bzw. roten Marker erkennbar.
- Datierung: Baubeginn, Fertigstellung, Datum der Erstnennung oder grobe zeitliche Einordnung entsprechend des Eintrags in der sächsischen Denkmaldatenbank
- Beschreibung: Kurzcharakteristik des Kulturdenkmals entsprechend des Eintrags in der sächsischen Denkmaldatenbank, ggf. ergänzt durch die dort nur selten veröffentlichten Erfassungstexte oder zusätzliche Informationen
- ID: Vom Landesamt für Denkmalpflege Sachsen vergebene, das Kulturdenkmal eindeutig identifizierende Objekt-Nummer. Der Link führt zum PDF-Denkmaldokument des Landesamtes für Denkmalpflege Sachsen. Bei ehemaligen Kulturdenkmalen können die Objektnummern unbekannt sein und deshalb fehlen bzw. die Links von aus der Datenbank entfernten Objektnummern ins Leere führen. Ein ggf. vorhandenes Icon  führt zu den Angaben des Kulturdenkmals bei Wikidata.